# Georges III (roi de Géorgie)
Pour les articles homonymes, voir Georges III et Georges.
Georges III (en géorgien : გიორგი III, Giorgi III) est un roi de Géorgie de la dynastie des Bagration, ayant régné de 1156 à 1184.

## Biographie
Georges III est le second fils et successeur de Démétrius Ier. Il est élevé au trône au détriment de Démétrius Demma, le fils de son frère aîné David V, jugé trop jeune.
Le 13 juin 1161, les troupes géorgiennes reprennent Ani, la vieille capitale des Bagratides. Le roi y établit comme gouverneurs le généralissime Sargis Ier Mkhargrdzéli et Iwané V Orbélian, puis un dénommé Sadoun. Il destitue ce dernier et le remplace par le seul Sargis Ier Mkhargrdzéli. En août de la même année, les Géorgiens remportent une victoire sur Ildigouz près d’Ani.
L’année suivante, le 21 août 1162, Dwin est provisoirement occupée et saccagée avant d’être reprise par Shams ad-Din Eldiguz. Ce dernier allié au Seldjoukide Arslân Shah II ibn Tughril beg, au Chah Armen Nasir ad-Din Sukman II et à Fakhr ad-Din émir d'Arzen, inflige le 13 juillet 1163 un grave échec au roi Georges III et reprend Gagi. Les Géorgiens sont obligés d’abandonner une nouvelle fois Ani, qui est contrôlée par Ildigouz pour le compte des Seldjoukides jusqu’en 1174.
En 1166, Georges III effectue une expédition contre Gandja et en 1174, le prince Iwané V Oberliani reprend la ville d'Ani qu’il gouvernera pendant trois ans.
En 1177, le roi doit faire face à la révolte des Orbélian qui soutiennent la tentative de prise de pouvoir par Demma, le fils de David V. Le jeune prétendant a épousé une princesse Oberliani et est soutenu par son beau-père, le prince Iwané V, son beau-frère Sembat II, Khavthan, le frère d’Iwané, et Zinan, le fils de ce dernier.
Le roi Georges III réunit quelques fidèles et réussit à retourner la situation en sa faveur. Iwané Orbéliani est aveuglé, les trois autres membres de sa famille sont exécutés et, par « clémence », le jeune Demna est « seulement » aveuglé et châtré et meurt vers 1181. Le roi conserve la ville d’Ani, qui est intégrée au domaine royal.
Le règne s’achève avec la prise du Lorri et l'association au trône de la fille aînée du roi, la princesse Tamar, qui est désignée comme héritière en 1178.
Le roi Georges III meurt le 6 avril 1184 et est inhumé dans la cathédrale Saint-Georges du monastère de Ghélati.

## Mariage et descendance
Le roi Georges III a épousé Bourdoukhan, une fille de Khouddan, roi d’Ossétie, dont sont issues :
- Thamar Ire ;
- Rousoudan.